# Count Gedney
Alfred W. "Count" Gedney (10 de maio de 1849 – 26 de março de 1922), foi um jogador profissional de beisebol. Durante suas quatro temporadas na National Association of Professional Base Ball Players, de 1872 até 1875, jogou como campista esquerdo por quatro times Troy Haymakers, Brooklyn Eckfords, New York Mutuals e Philadelphia Athletics.